# 楠木正遠
楠木 正遠（くすのき まさとお、13世紀後半 -  1320年前後？）は、河内国出身の悪党。楠木正成と楠木正季の父。ただし「正遠」の名は一次史料には見られず、『尊卑分脈』所収『橘氏系図』等に拠るもので、他系図では「正康」「正玄」などともあり一致しないため、確実ではない。一次史料における河内楠入道（かわちのくすのきにゅうどう）を正成の父に比定する説もある。

## 経歴
20世紀後半から21世紀初頭まで支持されていた学説は、楠木氏が北条得宗家に仕える御内人であったという説である。この説によれば、楠木氏は駿河国入江荘楠木（現在の静岡県静岡市清水区楠）を本貫とし、遅くとも建久元年（1190年）には源頼朝に奉公し御家人となっていたとされた（『吾妻鏡』建久元年11月7日条）。
その後、弘安8年（1285年）11月17日に霜月騒動で有力御家人安達泰盛が御内人筆頭（内管領）の平頼綱に滅ぼされると、安達氏の所領の一つ河内国観心寺（現在の大阪府河内長野市観心寺）も北条得宗家の支配下となった。そして、得宗から地頭職として観心寺に送り込まれたのが楠木正成の先祖であるとされ、このときの楠木氏惣領が正成父か正成祖父かは不明だが、いずれにせよ年代的には正成父はこのとき駿河国から河内国に移ったと考えられていた。
しかし、今井正之助の研究により、楠木氏が北条氏の被官であったとする史料の全てが、信憑性の欠ける『太平記評判秘伝理尽鈔』に由来することが判明したため、楠木氏と北条氏の関係は再び不明と言わざるを得なくなった。また、堀内和明が南河内郡太子町山田に「楠木」の小字を発見していたことも発表された。
永仁3年（1295年）1月の東大寺への訴状で、播磨国賀東郡大部荘（現在の兵庫県小野市一帯）の前々雑掌である河内楠入道という人物が荘民から非難されており（『筒井寛聖氏所蔵文書』）、この人物が正成の父祖もしくは一族と見られ、まさしく悪党として活動していた。
死没年は不明。

## 河内楠入道
河内楠入道は、播磨国大部荘の荘園領主である東大寺に雇われた雑掌であった。永仁2年（1294年）に、讃岐公、宗円房らと共に大部荘で非法行為を行い、「御領衰弊」の状態に至らせたため、雑掌の職を解任された。
佐藤和彦は、この「東大寺文書」と「天龍寺文書」を合わせ、楠木氏は畿内の広い範囲を行動範囲とし、各地の荘園の代官職を請け負って富を積み、各種の所職を手中に集めた新しいタイプの武士の一族であり、一所懸命の地にしがみつき、所領の保持だけを念とする幕府の御家人とは異なる一族だったと述べた。

## 後代の説
軍記物『太平記』では敏達天皇・橘諸兄の子孫で本姓橘氏の土豪とされ、また史実としても嫡子の正成が自筆文で公的に橘正成を名乗っているため、後代の説では橘氏の系図に繋げるものが多い。しかし、橘氏後裔とするのは、正成の代に兵衛尉に任官するために捏造したものと見られている。
洞院公定『尊卑分脈』第11巻所収『橘氏系図』では、正成父は「正遠」とされ、掃部助である橘盛仲の子で、従五位上、息子に俊親、正成、正氏がいたとされている。
『群書類従』所収『橘氏系図』では、正成父は「正遠」とされ、掃部助である橘盛仲の子で、正遠の代に初めて（楠木ではなく）「楠」を名乗ったとされる。従五位上。息子に俊親、正成、正氏（後に正季に改名）がいたとされている。
『系図纂要』（橘氏系図）は正遠を藤原純友の乱で武功のあった橘遠保10世の末裔盛仲の子とし、「弘長三年生 楠五郎 刑部左衛門少尉 従五上」とある。また、嘉元2年（1304年）鎌倉で死去したとある。
正成を橘遠保系統とする系図では、正成父の名を正遠ではなく、正康や正玄とするものもある。
諸系図の疑わしさは江戸時代の徳川光圀編『大日本史』で既に指摘されており、同書では正成父の名を仮に正康としているものの、系図同士の異説が多くこれらの系図は後代の創作ではないか、とされている。
歴史的事実である可能性は低いものの、能の大家観阿弥の母方の祖父であるという説もある。伊賀の有力家系上嶋氏の『上嶋家系図』によれば、橘入道正遠なる人物の娘が、伊賀服部氏に嫁ぎ、その息子が能の大成者観阿弥であるという。「橘」を名乗るのは前述の通りおそらく正成の代からのため、この記述をそのまま鵜呑みにすることは全く出来ない。表章らからの偽書説もある。ただ、楠木氏の勢力が伊賀にまで及んでいたことは一次史料から確実なため（『光明寺残篇』）、楠木氏と服部氏の間で何らかの縁戚関係は結ばれていたとは考えられる。
森田康之助は、弘安8年（1285年）1月29日付の常陸国国府での下文に「（常陸）国司代左近太夫将監橘朝臣」とあり、『楠嘉兵衛本楠木氏系図』には正成の父・正康は左近太夫であると記されているため、何かしら関係がある可能性を示した。また同じく森田は、正成の父を正遠とするのは、武者所の名簿に現れる無位無官の「橘正遠」が由来であるとし、系図上では従五位上とされる「楠木正遠」が名簿においてその位を書かれなかったことはあり得ないとし、正成の父が正遠であった可能性は低いと指摘した。